# Парфянський похід Каракалли (216—217)
Парфянський похід Каракалли — військова кампанія Римської імперії проти парфян у 216—217 роках. Спочатку була переможною для римлян, однак завершилась цілковитим розгромом римських військ при Нісібісі. Окрім катастрофічних для римської армії втрат, похід значно підірвав ресурси й без того виснаженої міжусобними війнами Парфії, що у подальшому відіграло свою роль у падінні царської династії Аршакідів.

## Передумови
Від кінця II й до першої чверті III століття в Римі правила династія Северів. Її засновником був уродженець Африки Септимій Север. Вн брав участь у громадянській війні, що спалахнула після смерті імператора Коммода, де зіштовхнувся з трьома іншими претендентами: Дідієм Юліаном, Песценнієм Нігером і Клодієм Альбіном. Після перемоги над ними Септимій Север проголосив себе сином Марка Аврелія та братом Коммода, присвоївши собі ім'я Антоніна, щоб створити ідеальну спадковість з попередньою династією. Він зумів відвоювати у парфян північне Межиріччя й розграбувати Ктесифон. За такі досягнення Север отримав титул Parthicus Maximus. Його син Каракалла після врегулювання питань з варварами на Дунаї збільшив число солдат у провінціях Паннонія та Мезія.
Каракалла вважав себе живим втіленням Александра Македонського. Щоб оживити пам'ять про колишню македонську велич, він наказав, щоб зображення його кумира розміщувались у кожному місті. Каракалла також ставив багато своїх статуй. Геродіан зазначав, що в деяких випадках статуї імператора виглядали дуже смішно — поєднувались зображення Александра й Каракалли з різних боків статуї. Окрім того, імператор носив македонське вбрання з широкополим капелюхом та в чоботах. Потім імператор створив військові підрозділи, що були схожі на македонську фалангу. Його воєначальники також повинні були мати імена воєначальників Александра. І, зрештою, він створив зі спартанців армію, озброївши її за македонським зразком. Каракалла відвідував могилу Ахілла під Троєю, потім досягнув Антіохії, де залишався упродовж деякого часу й відвідав могилу Александра в Александрії.
Взимку 213/214 років — до того як залишити Рим — Каракалла викликав до себе правителів прикордонних з Парфією Осроени й Вірменії. Едесу до початку 214 року він перетворив на військову колонію, поваливши правителя Осроени Абгара IX, і включив те царство до складу сусідньої провінції. Каракалла наклав на східні провінції обов'язок створити систему пунктів для зупинок. У Нікомедії взимку 214/215 років проводив конкретні приготування до Парфянської кампанії. В середині 215 року відрядив військовий контингент під командуванням Феокрита до Вірменії — ймовірно, з метою приєднання того царства, як і Осроени. Але там римляни зазнали поразки.
Повернувшись до Антіохії взимку 215/216 років, Каракалла вирішив спровокувати нову війну проти парфянського царя — Артабана IV. Каракалла запропонував парфянському царю видати за нього заміж його дочку. Той відмовився, незважаючи на багаті подарунки, й Каракалла розпочав війну. Після подолання річок Тигр і Євфрат навесні 216 року імператор ступив на територію Парфії. В той же час парфяни на знак дружби й союзу приносили на честь римлян жертви. Каракалла, вдаючи, що зрадів, вирішив зустрітись з Артабаном на рівнині перед містом Арбела. Парфянський цар, який нічого не підозрював, приїхав, — і римляни атакували його. Приголомшений тією атакою, Артабан утік і зазнав поранення.

## Сили римської армії
У поході брали участь I Допоміжний, I Парфянський, II Допоміжний, II Парфянський, III Галльський, III Парфянський, IV Скіфський, VI Залізний, VII Клавдіїв, XII Блискавичний, XV Аполлонів і XVI Стійкий Флавіїв легіони. Окрім того до кампанії залучались вексілляції II Італійського, II Безстрашного Траянова, III Августова, III Італійського, IV Щасливого Флавієва, V Македонського, X Парного й XIII Парного легіонів. Чисельність війська перевищила 150 тисяч вояків. З них частина була легіонерами, а решта входили до допоміжних частин.

## Військові дії
Каракалла завдав поразки парфянам біля міста Арбела, захопив багату здобич і полонених. Він вирішив продовжити марш до основних міст. Дорогою він спалював поселення, села й фортеці, дозволяючи своїм солдатам грабувати все, що вони могли. Згодом також було спустошено Адіабену. Однак спроба підкорити Вірменію виявилась безуспішною. Каракалла, усвідомлюючи, що його війська вже втомились грабувати і вбивати, повернувся до Межиріччя. За свідченнями Діона Кассія, парфяни та мідяни почали збирати велику армію, готову дати відсіч римським військам. З Межиріччя Каракалла відрядив послів до сенату оголосити, що весь Схід невдовзі буде підкорений, і що всі царства здались йому. Сенатори, можливо, не знаючи про те, що сталось насправді, чи скоріш через бажання догодити імператору вирішили надати йому титул Parthicus Maximus. Каракалла зимував в Едесі, займаючись полюванням та готуючи кампанію наступного року.
Утім 217 року Каракалла був убитий в результаті змови префекта преторія Макріна під час поїздки до Карр. Макрін став імператором і повернувся до Антіохії, де зустрівся зі своїм сином Діадуменом, якого проголосив імператором. Військові дії тривали в Межиріччі, оскільки Артабан V жадав повернути втрачені території. Дійсно, він зміг розгромити римлян при Нісібісі, коли римське військо було фактично знищено.

## Наслідки
Парфії була сплачена величезна контрибуція. Хоч Риму вдалось зберегти свою частину Межиріччя, імперія повернула Парфії всі раніше захоплені парфянські території. Провінція Межиріччя була розширена до міста Хатра й залишалась під контролем Риму принаймні до 230 року, коли нова династія Сасанідів почала її завоювання. Царство Вірменія залишалось предметом суперечок упродовж найближчих двох століть.